# Bosque Municipal Fábio Barreto
O Bosque Municipal Fábio Barreto é uma área pública contendo floresta nativa na área central do município brasileiro de Ribeirão Preto, estado de São Paulo. Foi inaugurado em 1942 junto com o Orquidário, o Museu Mineralógico, o Parque Botânico, Museu Zoológico. Também conhecido como Bosque Municipal, foi transformado, em 1995, em conjunto com o complexo esportivo e o complexo cultural, no Parque Municipal do Morro do São Bento.

## Atrativos
Como área de lazer e encontros sociais, mostra também o lado científico onde a classe estudantil elabora aprendizado e conhecimentos proporcionados pelo Parque Botânico e pelo Zoológico, com uma variedade de animais e pássaros do Brasil e do exterior. Restaurante e bares, play-ground e áreas de circulação completam o equipamento de apoio aos visitantes.
Sua localização privilegiada no centro da cidade, na chamada área cultural, é ponto de atração turística de projeção de Ribeirão Preto.

## Ligações Externas
Bosque Municipal Fábio Barreto